# 노베오카번
노베오카번(일본어: 延岡藩 のべおかはん[*])은 휴가국 북부와 현재의 미야자키시 북부를 다스린 번으로, 마키노씨 이후 메이지 유신까지 분고국 등의 일부도 다스렸다. 또, 아리마씨 시기까지의 노베오카는 아가타[縣 (県)]라고 칭하고 있었으므로, 아가타번(일본어: 縣 (県)藩 あがたはん[*])라고도 불렸다. 번청은 아가타성(노베오카성, 미야자키현 노베오카시)이다.

## 번의 역사
이 번의 시작은 도요토미 히데요시의 큐슈 정벌 후인 덴쇼 15년 (1587년)에 부젠국 카와라 (후쿠오카현 타가와군 카와라마치) 주변의 영주 타카하시 모토타네가 노베오카 남부의 마츠오성 5만석에 봉해진 것에서 시작되었다. 게이초 5년 (1600년), 세키가하라 전투에서의 모토타네는 처음에는 서군 쪽에 속해있었다. 그러나 큐슈 남부의 소영주인 아키즈키 타네나가와 사가라 요리후사 등과 밀모, 배신해 동군으로 합류했다. 이로 인해 에도 막부로부터 구령을 안도되어 아가타번의 성립이 되었다. 게이초 6년 (1601년), 모토타네는 아가타성 (노베오카성)을 축성해 마츠오성에서 옮겼고, 이후, 메이지 유신까지 이 성이 번정의 중심이 되었다. 게이초 18년 (1613년), 막부의 죄인 미즈마 칸베에를 타카치호에 숨겨두었다고 해서 개역 처분되어 무츠 타나구라번주 타치바나 무네시게에게 신병이 맡겨지게 되었다.
게이초 19년 (1614년), 히젠국 히노에번에서 아리마 나오즈미가 5만 3천석으로 입봉했다.
2대 번주 야스즈미는 아가타(노베오카)성을 수리하고, 조카마치를 정비했다. 야스즈미가 통치한 38년간에 오늘날의 조카마치 노베오카의 원형이 완성되었다. 1656년 (메이레키 2년) 6월, 이마야마하치만궁에 범종을 기부 (초대 성산의 종, 나이토 기념관 소장). 거기에 기록된 「메이레키 2년 병신 6월 길일,... 닛슈 노베오카성주 아리마 사에몬노스케.... 후지와라노 아손 야스즈미」가 노베오카 지명이 처음 보인 사례이다. 간에이 18년 (1641년)에는 동생인 나가즈미에게 3천석을 분지해주고, 나가즈미는 하타모토가 되었다.
3대 번주 나가즈미 (전봉 후에 키요즈미라 개명)는 동생 즈미야스(純息)에게 1800석, 즈미토미(純富)에게 1천석의 신덴을 각자 주었다. 키요즈미가 다스리던 겐로쿠 3년 (1690년), 군다이 카지타 쥬로자에몬의 강압정치에 불만을 가진 아마게무라(山陰村), 츠보야무라의 영민 약 1500명이 가재도구를 가지고, 무기를 가지고 인근 번인 타카나베번으로 도망치는 야마게・츠보야무라 잇키가 일어났다. 이 백성잇키는 다음해 막부 평정소의 재결에 따라 영민의 귀참을 명할때까지 11개월에 걸쳐 계속 되었다. 잇키의 주모자의 처형과 동시에, 겐로쿠 4년 (1691년), 키요즈미는 일단 개역되어, 재차 진야 다이묘로 격하된 후, 에치고국 이토이가와번 5만석으로 전봉되었다.
겐로쿠 5년 (1692년), 후다이 다이묘 미우라 아키히로가 시모츠케국 미부번에서 2만 3천석으로 입봉, 후다이 다이묘 중 최남단에 있는 다이묘가 되었다. 노베오카번 역대 최저의 고쿠다카였지만, 아키히로가 야마게・츠보야무라 잇키의 뒷처리, 아리마씨 시대로부터 이어져 온 타카나베번과의 경계 문제 및 분고국과의 국경 분쟁 해결에 주력했다. 노베오카번의 고쿠다카는 표고와 실고의 차이가 큰 것이 이전보다 문제시되고 있어, 미우라씨에 의해서 그 문제는 해결되었다고 본다. 쇼토쿠 2년 (1712년), 아키히로는 미카와국 카리야번으로 전봉되었다.
대신 미카와국 요시다번으로 마키노 나리나카가 역대 최고의 8만석으로 입봉했다. 휴가국내 뿐만아니라, 분고국 오이타군, 쿠니사키군, 하야미군도 다스렸다.
2대 번주 사다미치는 소샤반, 지샤부교와, 승진하여 간포 2년 (1742년)에 교토쇼시다이가 되었다. 이 때, 휴가국내의 3만석 분량을 카와치, 오미, 탄바, 미노의 영지로 옮겼다. 사다미치의 출세로 경비가 늘어 번 재정은 곤궁해지기에 이르렀다. 엔쿄 4년 (1747년), 산포영지변경으로 마키노씨는 히타치국 카사마번으로 전봉되었다.
대신 무츠국 이와키 타이라번에서 나이토 마사키가 7만석으로 입봉했다. 이와키 타이라번에는 카사마번에서 이노우에 마사츠네가 입봉되었다. 또한, 나이토씨는 전 영지였던 이와키 타이라번에서 일어난 이와키 소동의 책임을 지고 징벌 형식으로 노베오카로 이봉되었다. 표고는 같은 7만석이지만, 이와키 타이라는 실고 13만석으로, 실질적으로는 6만석을 감봉한 것이다.
나이토씨는 가장 오랫동안 재임해 124년간 이 땅을 다스렸다. 또, 나이토씨는 8대 모두 양자에 의한 상속이라는 진귀한 기록을 갖고있다. 나이토씨의 통치 시대는 재정난과 그에 따른 백성 잇키에 시달렸다. 역대 번주들은 번정 개혁에 마음을 쓰지 않았고, 특히 6대 번주 마사요리는 상인의 영업특권을 강제 수탈하고 전매제를 강화하였다. 밀랍, 화지, 유채씨 등의 생산에 주력했다.
이이 나오스케의 친동생인 7대 번주 마사요시는 히코네번에서 양자로 들어왔다. 번교 기숙사를 코교칸(広業館)으로 고쳐 확충에 힘썼다.
8대 번주 마사타카 시대에 에도 막부 말기, 메이지 유신을 맞이했다. 토바・후시미 전투 후, 노베오카번은 "조적"으로 여겨지지만, 이는 번주가 재국 중일 때, 오사카 주재 부대가 후다이번으로서의 입장 상, 막부의 명령을 받고 경비 임무를 맡아버린 까닭에 "불운"에 의한 것으로, 이른 시기에 쿠마모토번이나 사츠마번의 주선이 이루어져 5월에 재경 중인 번주 및 마사타카에게 부하의 잘못을 이유로 근신 100일 처분이 내려졌을 뿐, 번 및 가신에 대한 처분은 이루어지지 않았다. 메이지 4년 (1871년), 폐번치현에 의해 노베오카현이 되었다. 후에, 미미츠현, 미야자키현, 가고시마현을 거쳐 미야자키현에 편입되었다. 메이지 2년에 나이토가는 화족에 올랐고, 메이지 17년 (1884년)에 자작이 되었다.

## 역대 번주

### 타카하시가
토자마 다이묘 5만석 (1587년 - 1613년)
1. 타카하시 모토타네 (高橋元種) 〔종5위하, 우콘노다이부〕

### 아리마가
토자마 다이묘 5만 3천석→5만석 (1614년 - 1691년)
1. 아리마 나오즈미 (有馬直純) 〔종5위하, 사에몬노스케, 휴가노카미〕
2. 아리마 야스즈미 (有馬康純) 〔종5위하, 사에몬노스케, 휴가노카미〕, 분봉에 의해 5만석
3. 아리마 키요즈미 (有馬清純) 〔종5위하, 사에몬노스케, 휴가노카미〕

### 미우라가
후다이 다이묘 2만 3천석 (1692년 - 1712년)
1. 미우라 아키히로 (三浦明敬) 〔종5위하, 이키노카미〕

### 마키노가
후다이 다이묘 8만석 (1712년 - 1747년)
1. 마키노 나리나카 (牧野成央) 〔종5위하, 빈고노카미〕
2. 마키노 사다미치 (牧野貞通) 〔종4위하, 빈고노카미・시종, 교토쇼시다이〕

### 나이토가
후다이 다이묘 7만석 (1747년 - 1871년)
1. 나이토 마사키 (内藤政樹) 〔종5위하, 빈고노카미〕
2. 나이토 마사아키 (内藤政陽) 〔종5위하, 노토노카미〕
3. 나이토 마사노부 (内藤政脩) 〔종5위하, 빈고노카미〕
4. 나이토 마사츠구 (内藤政韶) 〔종5위하, 노토노카미〕
5. 나이토 마사토모 (内藤政和) 〔종5위하, 빈고노카미〕
6. 나이토 마사요리 (内藤政順) 〔종5위하, 빈고노카미〕
7. 나이토 마사요시 (内藤政義) 〔종5위하, 노토노카미〕
8. 나이토 마사타카 (内藤政挙) 〔종5위하, 빈고노카미〕

## 막부 말기의 영지
- 휴가국
  - 우스키국 63개 마을
  - 미야자키군 24개 마을 (그중 12개 마을은 1차 부현통합 때 미야코노죠현에 편입)
- 분고국
  - 쿠니사키군 32개 마을
  - 하야미군 16개 마을
  - 오이타군 36개 마을